# 苦难的行军
朝鲜饥荒（朝鲜语：／）是指1994年－1998年在朝鮮发生的大面积饥荒灾难，朝鲜官方称之为「苦难的行军」（고난의 행군／苦難의行軍），但将其中文翻译定为“艰难的行军”。由於朝鲜是極為封閉的國家，在事件中具體的死亡人數難以知曉，而根據不同的文獻估計，死亡人數為24萬－350萬不等，死因大多為餓死或因營養不良而病死，峰值出现在1997年。2011年的研究表明，1993年－2000年间因饥餓死亡的人数可能为33万。1996年1月1日，朝鲜的《勞動新聞》發表新年聯合社論，提到了朝鲜面臨饑荒和經濟困難的狀況，號召民眾像金日成當年率領抗日游擊隊在滿洲同日本軍隊鬥爭一樣，進行一次「苦難的行軍」。自此以後，「苦難的行軍」一詞成為朝鲜對饑荒的委婉稱呼。

## 背景
朝鮮自1948年建國後，通过蘇聯、中华人民共和国等社会主义盟国的外援实现了农业机械化，同时能够获得苏联提供的特惠糧食。然而，一些自然环境方面的缺陷则是先天性的。朝鮮山多平地少，可耕地面積只佔國土的22%，耕地大多集中在咸鏡北道、咸鏡南道和江原道等東部地區和西部沿海地区。而且朝鲜所处的半岛北部的气候相比南部更为寒冷，大部分土地只有六个月无霜，仅可实现一年一熟。
隨著1980年代蘇聯出現經濟和貨幣危機，蘇方要求朝鮮以市場價格向他們購買糧食，加重了朝鲜政府的财政壓力。1991年蘇聯解體後石油糧食貿易頓時被切斷，中華人民共和國曾一度成為朝鮮最大的援助國。1993年，中國曾向朝鮮大量出口燃料和食品，佔當年朝鮮77%和68%的燃料和糧食進口量。但由於中華人民共和国政府需要避免國內通貨膨脹加剧，因而对朝鲜的援助难以为继，同时1992年中韩建交导致中朝关系恶化，朝鮮由此一度彻底失去外部支援而陷入经济困境。
| 年份 | 總計  | 農業 | 工業 | 商業 | 其它 |
| ---- | ----- | ---- | ---- | ---- | ---- |
| 1992 | 20875 | 7807 | 4551 | 1315 | 7160 |
| 1993 | 20935 | 8227 | 4689 | 1256 | 6762 |
| 1994 | 15421 | 6431 | 3223 | 2288 | 1556 |
| 1995 | 12802 | 5223 | 2228 | 819  | 4532 |
| 1996 | 10588 | 4775 | 1556 | 508  | 6748 |

缺乏能力購入糧食、燃料和肥料，加上政府未能作出適當回應，糧食產量大減。在1994年至1996年間，糧食產量就銳減六成。有鑒於此，金日成政府鼓勵民眾下田工作，從而增加勞動力，又推行「一日只食兩餐」運動，以降低糧食需求，但這些的措施都未能阻止糧食儲備持續下滑的情況發生，導致一兩年左右的全面饑荒。

## 危机产生
由於糧食不足，不少農民因而在山上伐木，開墾耕地，從而導致水土流失、山崩和河床淤塞。1994年秋季，饑荒的問題日漸浮現，而1995年夏季朝鮮又发生了严重的洪災。当年7月30日至8月18日期間，平山郡僅7小時就下了877毫米的大雨，令鴨綠江嚴重泛濫，在72小時內外溢4.8億噸的洪水，大量的耕地、收成、糧食儲蓄和基礎建設因而受到破壞，聯合國甚至形容這次的水災是「70年來之罕見」。
大規模的洪災使得灾情急剧恶化。不仅大片耕地被淹，許多存放於地下的糧食儲蓄也遭到摧毀。聯合國认为洪灾令約1百萬噸的糧食儲蓄被破壞；美國疾病控制與預防中心认为北韓12%的收成因洪水而損失。儘管災情嚴重，但阻於財困，朝鮮政府沒有購入糧食，全國的糧食供應因而進一步下降，令饑荒的情況日益惡化。

## 影响

### 營養不良情況
在農產量大減及洪災發生後，朝鮮的糧食供應更見不足，即使在如耀德郡這些過去豐收的地方，亦同樣發生糧食短缺的情況。在1996年，更有報告指朝鮮人已餓得拿尚未成熟的玉米果腹，這種維生方法令全國的收成比預期大減一半 。也正因如此，糧食不足導致營養不良的問題蔓延至全國幾乎各階層，當中兒童營養不良的問題最為嚴重，1997年全國逾14%的兒童出現體重過輕的情況。

#### 軍人

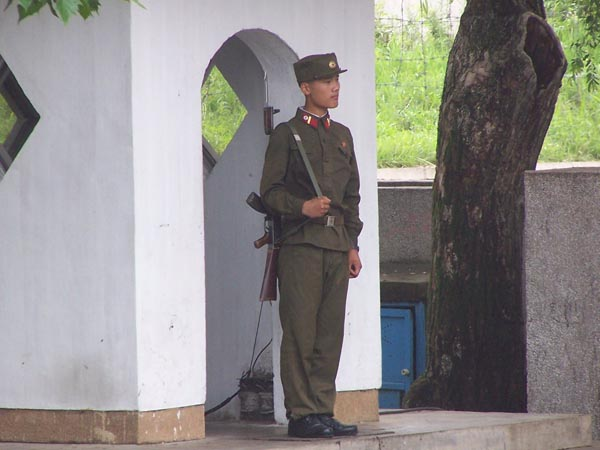
軍人於朝鮮的地位崇高，往往能分配到較多的糧食。可是，在這次的饑荒中甚至有軍人無法得到足夠的食物。

朝鮮政府承行先軍政治，朝鮮人民軍會比百姓率先取得如糧食等配給，但這並不意味他們不需擔心糧食短暫帶來的問題。在糧食不足的危機出現後，朝鮮政府要求軍人自行耕種，以達自給自足（政府只供應鹽與米）。然而，即使軍人得到糧食配給，其份量並不足以果腹。有報導引述脫北者指，在邊界的軍人也沒有東西吃，只要給予賄賂就能讓災民越過國界；饑餓的士兵又搶劫商人或平民的糧食和財產:110。同時，不少軍人的家屬也因為子女當兵而被拒絕获得任何糧食配給。

#### 婦女
朝鮮的婦女也深受饑荒的影響。她們除了需要為夫家取得糧食、燃料和其它日用品外，也需要參與體力勞動，因此她們對糧食的需要特別高。另一方面，孕婦和看護在糧食不足的情況下身體變得更為虛弱，婦女營養不良的比例升至41%，不少的婦女也因而患上如贫血、出血和早产等併發症。

#### 兒童
許多朝鮮的兒童，特別是兩歲以下的嬰幼兒，嚴重地受到這場災難的影響。據世界衛生組織指出，在這場饑荒之中，兒童面對嚴重的營養不足，在1998年，全國60.6%的兒童出現體重過輕的現象，慢性營養不良達62%，嚴重營養不良則為16%。而在孤兒院，兒童每日只有一餐，內容僅為一小碗稀粥和三瓢菜渣。在這段期間，兒童死亡率為9.3%，而嬰兒夭折率則為2.3%。在糧食短缺期間，營養不良的母親難以餵以母乳，也難以找到適合的替代人物。此外，由於朝鮮的配給制度中並不包括奶粉，婦女們只能購買從國外進口的奶粉，然而高昂的黑市價格並非所有家庭都能承擔，這導致更多的嬰兒因營養不良而死。這場飢荒使得許多兒童流離失所，到處尋覓食物，但因為朝鲜官方并不承认流浪儿的存在，故稱為小燕子。

#### 犯人
朝鮮的犯人，特別是政治犯，都會送到集中營。在平時，這些犯人也只能得到少量的糧食，而在饑荒期間，他們更得不到任何的食物，他們需要由外面的親友把糧食送進來。

#### 失業人士
隨著朝鮮的經濟崩潰，不少的工作單位也被關閉，工人也因而失業。然而，由於失業人士並不在朝鮮「國家配給系統」之列中，因此他們並得不到任何的食物。據無業的脫北者解釋，這是由於朝鮮政府認為失業人士沒有幫助到國家，因此國家也沒有必要解決他們的糧食問題。

### 糧食配給问题
| 等級                     | 配給數量      |
| ------------------------ | ------------- |
| 高勞動力工人(礦工)       | 每日800克     |
| 高級政府官員             | 每日700克     |
| 軍人                     | 每日700克     |
| 普通勞動者               | 每日600克     |
| 上班族                   | 每日600克     |
| 大學生                   | 每日600克     |
| 中學生                   | 每日500克     |
| 小學生                   | 每日400克     |
| 幼稚園學生               | 每日300克     |
| 退休市民、長者及殘障人士 | 每日300克     |
| 3歲以下兒童              | 每日100-200克 |

朝鮮的配給制度名為「國家配給系統」，由於官僚腐化和管理不善的關係，配給系統至1994年金日成死前不久已經幾近癱瘓，每戶只能取得相當有限的糧食。因此，也有研究指這場的饑荒是源於配給系統的失效和無能。
隨著糧食不足日益惡化，本應為全國62%人口提供糧食的配給制已接近無效，時至1997年，全國僅有6%的人口仍能從中取得糧食，而且數量相當有限。1998年1月，朝鮮政府宣佈配給制度已無法為國民提供糧食，民眾需要自行收集糧食。同年4月至8月及1999年的3月至6月間，配給制度一如政府所說並未能向國民提供任何的糧食。另一方面，在如咸鏡南道、咸鏡北道和兩江道等對依賴配給制度維生的偏遠地方和農村，糧食配給制也因當地居民的政治背景（出身成分）不純而被終止，糧票在這些地區皆成為無用的廢紙。

### 醫療能源系統失效
在天災和財困下，朝鮮政府在大饑荒期間不但未能從外國入口糧食，也造成了能源和藥物等醫療用品的短缺。報告指出，在1995年發生的洪災令該國近85%的醫療物資受到破壞而無法使用；礦場和運輸系統等基礎建設也於水災中毀於一旦，能源儲備亦繼而有所下降。然而，礦場所到破壞並非導致全國能源短缺的主因。研究指朝鮮逾七成電力是源於鴨綠江的水力發電，洪災導致水壩嚴重損毀，無法產出電力。這也使以電力驅動的火車無法將佔全國兩成發電量的煤運到發電站，加劇了朝鮮能源短缺的狀況。
另一方面，水災還破壞了不少化工廠、礦場和其它的設施，令河水受到污染，災民在飲用這些的污水後紛紛出現不適的現象。由於此前的泛濫已令大量的醫療物資受到破壞，加上落後的醫療體制，藥物和人手嚴重不足，引發了醫療系統的失效。1997年，聯合國兒童基金會發表的報告指當時的醫院缺乏病房及如血壓計、體温計和手術刀等最基本的醫療設備。由於院方沒有足夠的消毒設備和鹽水，病人及其家屬甚至需要自制相關的工具；而在藥物方面就連镇痛药和抗生素也缺貨。在這些处境下，朝鮮的災情也因而每況愈下。

## 灾情
據《我們最幸福》一書引述脫北者所說，當時位於咸鏡北道的清津市在糧食配給制停止後，民眾紛紛到野外捕殺青蛙和松鼠食用，到無野生動物可食時，則食植物根部，而每天，火車站門外都可看到大量饑餓而死的人的屍體。
由于饥荒，出現了大量人食人的現象。关于食人的范围的说法则不统一，有脱北者称范围非常大，但駐韓記者芭芭拉·德米克认为并非如此。此外，不仅朝鲜国民，有1998年前往朝鲜旅游的中国游客也表明存在食人现象。食人现象甚至还发生在脱北者之间，如1997年7月9日，朝鲜人李永吉、金京哲非法越境进入中国吉林省白山市的长白朝鲜族自治县，13日凌晨2时许，2人发生口角，李用盗窃来的斧子和修鞋用的刀将金杀死，并肢解其尸体。进而将其装在一白色塑料纺织袋中藏到树林中的一深水渠内，以备充饥。内脏及部分尸肉用火烧熟后在几天内吃掉。

### 死亡人數
由於朝鮮政府實行鎖國政策，加上未有對外公佈災難中的死亡人數。因此，國際組織、各國政府和學術界只能通過統計學等方式估計大概的死亡數字。學者發表論文指大饑荒造成的死亡人口均有所出入，有的指是24萬至42萬、60萬至100萬、以至350萬人。當中，死因大多為在糧食不足下而餓死或病死。除了學術界探討這災害帶來的死亡人數外，海外傳媒也有作出相關的報導，在1999年，香港的《南華早報》指出在1995至1998年間的死亡人數為22萬，英國《BBC News》的報導為3百萬；2001年1月，美國的《華盛頓郵報》稱死亡人數「達到2百萬人」，佔了1993年約10%的人口。

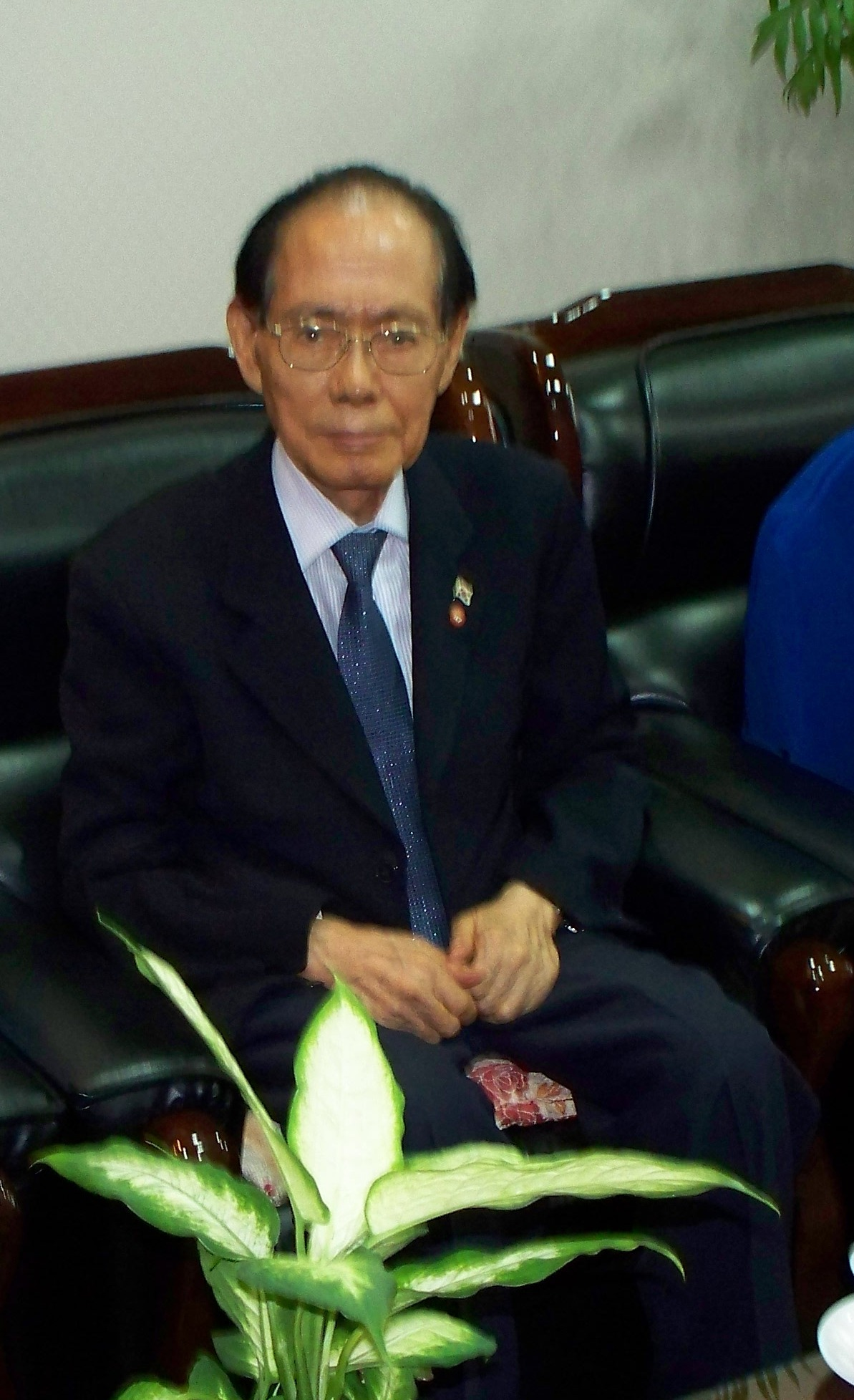
黃長燁是朝鮮至今變節到南韓的最高級官員。在1996年末，朝鮮政府高層官員對他表示如朝鮮未能取得國際援助，1997年的死亡人數會達2百萬。

在政界方面，曾在1998年8月到朝鮮考察的美國國會議員認為當地每年有30萬至80萬人死於糧食不足，而在1997年，死亡人數達到了高峰。朝鮮勞動黨前書記黃長燁在脫北後指，在1995年至1998年間估計有250萬人死於饑荒，並稱單在1997年就有100萬之多。下表為黃長燁還未脫北前與平壤政府高幹口中得悉的死亡人數﹕
| 年份 | 死亡人數 | 備注                  |
| ---- | -------- | --------------------- |
| 1995 | 50萬     | 當中包括5萬名幹部成員 |
| 1996 | 1百萬    |                       |
| 1997 | 2百萬    | 估計數目              |

同時，儘管朝鮮官方否認饑荒的存在，但在其發佈的人口普查報告中也可猜測到當時的死亡人數。有報告指朝鮮的死亡數字在災難前後增張逾8倍，死亡率由1993年的0.55%上升至4.3%，而僅在咸鏡北道一地，就有24萬人餓死。另一份報告通過訪問1600多名北逃中國尋找食物的朝鮮災民來估計死亡人數的位置分佈，結果發現首都平壤是死亡率最低的地方，死亡率僅為其它郡的三分之一。

## 反应

### 官方反應

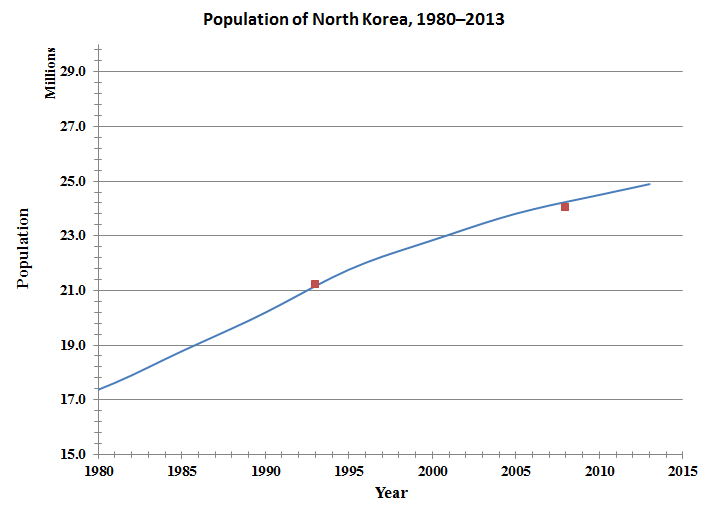
世界銀行統計的朝鮮人口持續增長，也成為平壤當局反駁飢荒的主要資料，認為外界故意渲染誇大了嚴重性。

在整場災難中，朝鮮政府起初對內極力否認饑荒的存在，並提出了各種的解釋，比如市面上糧食不足是由於政府正在囤積食物，等統一南韓後派給南方的同胞；又稱這是全民放下手中的工作去哀悼金日成之故。隨著糧食短缺的問題惡化，金正日轉移焦點，稱這為美國所害，因此他將會集中所有的時間和精力於國防之中，以提防敵人的入侵。總言之，朝鮮政府並不承認人為導致饑荒的存在，而是「經濟困難期」，並歸咎於美帝迫害、惡劣氣候及中層官員的怠惰。
直到後來，朝鮮政府又以「苦難的行軍」為口號，宣傳部門以此虛構金日成在抗日時期的故事，提出領袖當年帶領游擊隊「在零下20度的氣温下與數千名敵軍作戰，他們忍受大雪和饑餓，讓紅旗繼續飄揚在隊伍之前」，從而要求國民咬緊牙關，共渡難關，「苦難的行軍」也因而在朝鮮成為了這場災難的隱喻。朝鮮勞動黨機關報《勞動新聞》也試圖鼓勵民眾振作：「世上沒有任何力量可以阻止朝鮮人民在『苦難的行軍』革命精神下朝勝利邁進，朝鮮民主主義人民共和國將永遠是一個強大的國家」，媒體又提倡「忍受饑餓是一種爱國責任」。對於外國報導朝鮮出現饑荒，朝鮮的官方傳媒表示憤慨，並稱：「國家以低價提供糧食給人民，民眾因此不清楚米價。這才是實情。我國所有的民眾都過着幸福的日子，完全不用擔心糧食不足的問題。」
儘管糧食短缺持續多年，這場災難不但沒有動搖金氏政權的統治，反而強化了人民對政府的支持。有脫北者表示他們當時已餓得無法思考政治問題；有的表示他們相信政府的話，願意與迫害他們的美國拼死一戰；也有脫北者稱对因饑餓而逃亡到敵對政權，背棄平壤政府感到內疚。
对于饥荒中的“人食人”違法现象，金正日在1996年专门下令予以清除。此后，為轉移民間的視線，金正日又在1997年聲稱國內存在大量間諜而發動名為「深化組事件」的大肅清運動，事件令兩萬人遭到迫害，其中有五千人死亡。

### 地下黑市
隨著各項資源的短缺，黑市隨之而起。當時，朝鮮政府為舒緩配給制度的不足，另設立「便利服務委員」一職以把民眾的所需品運送到各地。然而，在資源日見匱乏後，便利服務委員不時從各地低價購入貨品，再到他方高價賣出，從中獲利，當时一顆雞蛋值1朝鮮圓、一隻雞60圓。
除了流動的黑市外，還有固定的地下市場，而且價格高昂。以大米以例，其價格可達每公斤40元至100元不等，相等於市民一個月的工資，因此市民只能買到幾天的糧食。另外，除了大米外，櫻桃、萝卜、白菜和玉米等也是地下市場中可買到的食物。流通的貨幣有朝鮮圓、人民幣，甚至日圓，以物易物也是一個可接納的方式。基於黑市日益龐大，在饑荒期間，95%的以上的物資也只能通過黑市取得，故此朝鮮政府對其採取半開放政策，容許市民買賣蔬果，但嚴禁出售白米和其他穀物，違者會被控「破壞我們的社會主義生活方式」而處死。

### 國際援助
朝鮮一方面否認饑荒的存在，另一方面卻向海外尋求援助。朝鮮時任駐聯合國大使金亨寧也表示：「朝鮮人歡迎外國人的人道援助」。
自1995年至2005年間，國際社會共向朝鮮提供了價值23億美元的援助，協助他們走過了饑荒，2000年左右糧食就不再是問題了，當中67%為糧食援助:81。美國是朝鮮政府的頭號援助方，1996年起，他們通過聯合國所屬的世界糧食計劃署向朝鮮提供人道援助。在1999年，美國出口近60萬噸的糧食，是當時最大的援助國。喬治·布殊任總統一職後漸漸減低了對朝鮮的援助，糧食出口量由2001年的32萬噸削減至2005年的28萬噸。布殊認為這樣做可作為於六方會談中鼓勵朝鮮政府放棄核武的籌碼。
南韓儘管作為朝鮮政府的另一敵人，他們也向朝鮮提供了眾多的糧食援助。特別是在2000年後，隨著「陽光政策」的出臺，南韓無條件的援助朝鮮。2005年，南韓和中國大陸合同捐出1百萬噸糧食。2008年，李明博出任南韓總統，他一改金大中、卢武铉两任韩国总统過去10年對朝鮮親和的態度，並大減對該國的援助，糧食援助亦由他上任前一年的43萬噸下滑至5.9萬噸，因此朝鮮官方稱李明博為民族逆賊。
| 援助國   | 1995 | 1996 | 1997 | 1998 | 1999  | 2000  | 2001  | 2002  | 2003 | 2004 | 2005  | 2006 | 2007 | 2008 | 2009 | 2010 | 2011 | 總數（千吨） |
| -------- | ---- | ---- | ---- | ---- | ----- | ----- | ----- | ----- | ---- | ---- | ----- | ---- | ---- | ---- | ---- | ---- | ---- | ------------ |
| 南韓     | 150  | 3    | 60   | 48   | 12    | 352   | 198   | 458   | 542  | 407  | 493   | 80   | 431  | 59   |      | 23   |      | 3,314        |
| 中國大陸 |      | 100  | 150  | 151  | 201   | 280   | 420   | 330   | 212  | 132  | 451   | 207  | 264  |      | 116  |      |      | 3,015        |
| 美國     |      | 22   | 193  | 231  | 589   | 351   | 319   | 222   | 47   | 105  | 280   |      |      | 171  | 121  | 1    |      | 2,400        |
| 其它     | 394  | 380  | 501  | 361  | 198   | 248   | 571   | 168   | 143  | 201  | 125   | 20   | 26   | 145  | 61   | 71   | 47   | 3,661        |
| 總計     | 544  | 505  | 904  | 791  | 1,000 | 1,231 | 1,508 | 1,178 | 944  | 845  | 1,097 | 307  | 721  | 375  | 298  | 95   | 47   | 12,390       |

雖然朝鮮政府接受海外援助，然而各機構卻受到眾多的限制。捐贈機構並不能在當地自由考察災情，援助人員在抵達平壤後只能與當地官員考察由政府安排的地點。即使援助人員獲准離開他們的辦公室與旅館時，衣衫襤褸的民眾早已被驅離街上。參觀學校和孤兒院時，也只會看到衣食無缺的孩子。1997年，法國反饑餓行動組織（Action Against Hunger）在考察清津災難時更不准離開酒店，因而無法證實援助物資真否的落入需要的人手中，無國界醫生也因此理由而決定撤離朝鮮。
此外，援助物資也有傳被朝鮮政府挪用。《朝鮮的饑荒—市場、援助和改革》一書的作者曾在北京訪問1300名朝鮮饑荒災民，他們大多表示不知道朝鮮接受了國際糧食援助，也不知道有糧食運進朝鮮；而知道有糧食援助的難民也只有5%的人從中得到好處，其餘的會分發給軍人和黨的高層官員。也有報導指在1998年，聯合國的世界糧食計畫署用大船把糧食運送到清津市碼頭後，救援物資都被軍方利用卡車載走，有的分派給孤兒院與幼稚園，但絕大多數最後成了軍方儲糧或在黑市上出售。還有消息指軍人將援助糧食拆分，再到鄉村轉售:110。

## 后续

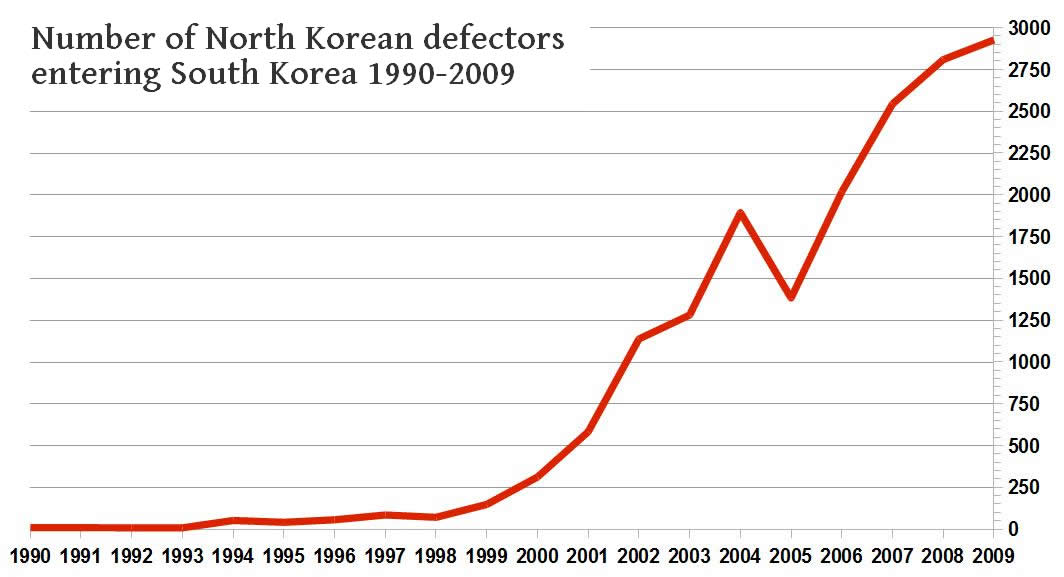
持續的糧食不足使不少朝鮮人流亡他國

在朝鲜民间，受到饥荒的影响，脱北者的数量自1994年起开始大幅上升。在相邻的中华人民共和国，自2000年起发生过多起脱北者闯入外国驻华机构的事件。而根据韩国统一部2006年的统计，滞留在中国的脱北者数量达到10万-15万。随后中朝两国加大了管理力度，至2012年仅剩1.5万脱北者滞留在中国境内。
1998年，災情已得到舒緩，平壤政府宣佈朝鮮正邁向「強盛大國」的步伐。2002年，朝鲜宣称不再需要外界粮食援助。2004年，朝鮮的農產量躍升至4百萬噸，是1997年的兩倍，不過仍有傳出局部地區糧食短缺的問題。
在2005年，就有報導指朝鮮政府動用百萬城市人口到農村支援耕作，協助當地米農提高收成。2007年發生的水災，也令南部出現糧食不足的情況。2011年，美國前總統吉米·卡特在考察朝鮮後匯報全國約3分之1的兒童面對營養不良的問題。另一份由南韓製作的研究指，朝鮮18歲的成年男子比南韓的同輩矮5寸，同時全國近45%五歲或以下的兒童正處於營養不良的狀況。《東京新聞》稱2011年12月金正日死後至2012年4月，黃海南道約有2萬人餓死。翌年，亞洲新聞社在朝鮮境內潛伏的記者揭發黃海南道和黃海北道在過去的一年間也出現糧荒，估計已有過萬人餓死，並出現了人食人和舉家自殺的情況。同年的報導又指朝鮮繼2008年後再度降低參軍的身高門檻限制，由150公分減到142公分，而現役軍人的體格也偏小。
2011年金正恩上台後，由于内部加大了经济改革力度，使得經濟運轉较大幅加速并带来經濟改善，韓國銀行測算的朝鮮GDP成長率也從2011年起稳健增长，特别是自2016年起增長幅度大增。2016年至2017年的部分研究显示，朝鲜的婴儿死亡率自1990年代起，特别是2008年以后稳步下降，其健康和营养与其他发展中国家持平，慢性或复发性营养不良从2012年的28％下降至2017年的19％。到2010年代末，朝鮮社會運作正常沒有明顯物資短缺，同時生活水平還高於2000年代。但在2020年1月27日朝鲜因2019冠状病毒病疫情关闭边境后，朝鲜经济再次陷入倒退，朝鲜民众的生活水平出现下降，而朝鲜境内也再次出现饥荒。